# 티롤

티롤
티롤주(북티롤·동티롤)(오스트리아)
볼차노현(남티롤)(이탈리아)
트렌토현(이탈리아)

티롤(독일어: Tirol, 이탈리아어: Tirolo 티롤로[*])은 유럽 중앙부에 있는 역사적 지역이다. 알프스산맥 중의 산간지대에 걸쳐 있다. 제1차 세계 대전까지 오스트리아-헝가리 제국의 일부였으며, 전쟁이 끝난 이후에 이 지방의 남부는 이탈리아에 속하게 되었다. 현재 오스트리아 서부의 티롤주와 이탈리아 북부의 트렌티노알토아디제주로 나뉘어 있다. 오늘날 하나의 유로리전으로 구분된다.

## 같이 보기
- 티롤 후백국